# FC Jeunesse Junglinster
FC Jeunesse Junglinster (lux. FC Jeunesse Jonglënster) is een Luxemburgse voetbalclub uit Junglinster. Hoewel groen en wit in het logo zitten, speelt men met zwart-wit tenue. 

## Geschiedenis
De club werd in 1935 opgericht en speelde tijdens de Duitse bezetting in de Tweede Wereldoorlog als FC Junglinster.
In 2013 en 2018 werd de club tweede in de 1. Divisioun en promoveerde naar de Éirepromotioun. In het toernooi om de Luxemburgse voetbalbeker werd driemaal de achtste finale gehaald. In 2011 won de club de Coupe FLF, een bekertoernooi voor clubs tussen het derde en vijfde niveau.
Het vrouwenteam werd in  2010, 2012, 2013, 2015, 2016 en 2018 landskampioen. De club nam deel aan de UEFA Women's Champions League 2015/16 en werd in het Nederlandse Oldenzaal en Hengelo laatste in groep 4.